# غيليس برولكس
غيليس برولكس هو مقدم برامج إذاعية ومؤلف ومقدم تلفزيوني كندي، ولد في 5 أبريل 1940 في مونتريال في كندا.